# Castello di Bivona
Il castello di Bivona è una costruzione militare di origine medievale di Bivona, antica città feudale e ducale del vallo di Mazara, in Sicilia, nell'area dei monti Sicani.

## Storia
(Attilio Zuccagni-Orlandini, Corografia fisica, storica e statistica dell'Italia e delle sue isole, 1842)

### Prime notizie

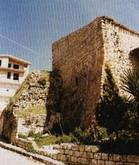
Il bastione nord-occidentale del castello

Le prime testimonianze certe sull'infeudazione di Bivona e su un suo fortilizio risalgono alla fine del XIII secolo: un diploma dell'11 ottobre 1299 (confermato il 20 luglio 1300 dal re Carlo d'Angiò) attesta la concessione da parte del re di Napoli Roberto d'Angiò dei castelli di Bivona e di Calatamauro a tale Giacomo de Catania, autorizzato a scacciarne i signori, rispettivamente Ugone Talach e Guglielmo Calcerando da Calatamauro. Verosimilmente, la costruzione citata nel diploma angioino si trattava di una torre di guardia, facente parte delle strutture difensive di cui Bivona si munì a partire dallo scoppio della guerra del Vespro, a cui partecipò attivamente.
Con l'erezione del castello, Bivona passò da semplice casale allo status di terra, che indicava il centro abitato munito.

### Ipotesi sulla costruzione
Su queste preesistenze venne edificato intorno alla prima metà del XIV secolo l'edificio del castello, ancora parzialmente visibile, anche se parte dei suoi resti sono inglobati in strutture di epoca successiva. Lo storico medievale Michele da Piazza afferma che nel 1359 il castello subì un tentativo di distruzione da parte di Guido e Francesco Ventimiglia, e che l'edificio venne nuovamente ricostruito nel giro dello stesso anno ad opera di Corrado Doria.

### I ruderi
I resti comprendono i ruderi del bastione e qualche rimanenza di altri elementi di fortificazione e sono tutelati ai sensi della legge 364/1909.

## Descrizione

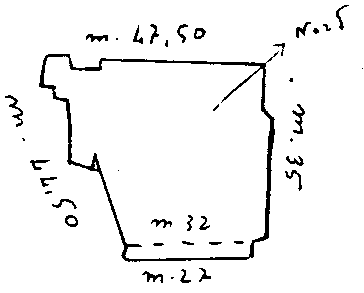
Pianta planimetrica del castello di Bivona (Midulla 1981)

La superficie anticamente occupata dal castello è stata desunta dalle vecchie mappe del Comune di Bivona, che ne riportavano il perimetro. L'area era di circa 1700 m², così suddivisi:
- lato nord: 47,50 metri;
- lato est: 35 metri;
- lato sud: 27 metri;
- lato ovest: 44,50 metri.

Quello di Bivona fu uno dei pochi castelli siciliani del Val di Mazara eretto all'interno del centro abitato (come quelli di Alcamo, Ciminna, Favara, Gibellina, Palazzo Adriano, Partanna, Racalmuto, Sclafani e Sutera).
Una descrizione del castello bivonese si trova negli Atti della Città di Palermo del 1892 di Fedele Pollaci Nuccio e Domenico Gnoffo.